# Dispozitiv de intrare
În calcul, un dispozitiv de intrare este o piesă de echipament folosită ca să ofere date și signale de control unui sistem de procesare a informației, așa cum e calculatorul sau un aparat de informare.